# Waidmannslust

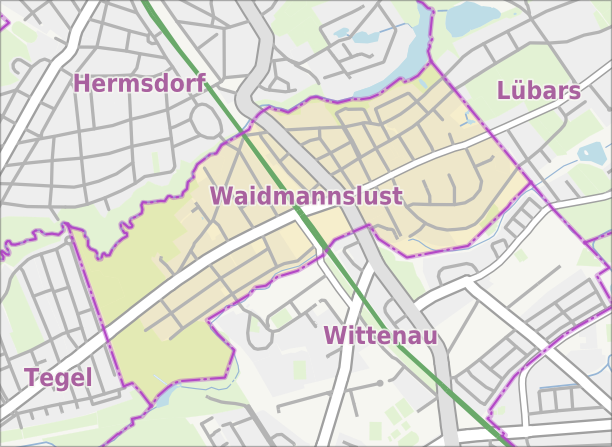
Mappa del quartiere

Waidmannslust è un quartiere (Ortsteil) di Berlino, appartenente al distretto (Bezirk) di Reinickendorf.